# Xylocalyx asper
Xylocalyx asper är en snyltrotsväxtart som beskrevs av Isaac Bayley Balfour. Xylocalyx asper ingår i släktet Xylocalyx och familjen snyltrotsväxter. Inga underarter finns listade i Catalogue of Life.